# Sainte-Foy-de-Montgommery
Sainte-Foy-de-Montgommery é uma ex-comuna francesa na região administrativa da Normandia, no departamento de Calvados. Estendeu-se por uma área de 4,57 km². Em 2010 a comuna tinha 545 habitantes (densidade: 119,3 hab./km²).
Em 1 de janeiro de 2017 foi fundida com as comunas de La Brévière, La Chapelle-Haute-Grue e Saint-Germain-de-Montgommery para a criação da nova comuna de Val-de-Vie.